# 「あんたがたどこさ」の主題による幻想曲
『「あんたがたどこさ」の主題による幻想曲』（あんたがたどこさのしゅだいによるげんそうきょく、英語：Antagatadokosa Fantasy）は、林大地作曲の吹奏楽曲である。第29回朝日作曲賞受賞。2019年度全日本吹奏楽コンクール課題曲I。
その名の通り、童謡「あんたがたどこさ」をもととした編曲である

## 概要
熊本県熊本市が舞台の手鞠歌「あんたがたどこさ」のメロディーを変奏させた曲である。
「あんたがたどこさ」の舞台とされる場所は諸説あり、一説には林が所属する楽団が活動している埼玉県川越市もその一つとされる。林は、そのことが本曲の題材として選んだきっかけであると述べている。単一のモチーフから作曲を膨らませる手法は、足立正『吹奏楽のための綺想曲「じゅげむ」』に感銘を受けてのものであるという。

## 楽曲構成
曲の冒頭は、ゆったりとしたフルートのソロが奏でられ、フェルマータを挟みテンポが上がる。ここではサックスとクラリネットが主題を奏で、フルートが応答する。
その後トリルからフルートとクラリネットのメロディーからクラリネットのメロディーからフルートそしてユーフォニアムのメロディーからクラリネット　フルートのメロディーとトランペットのミュート　弦バスのピッチカート　バスクラリネットの裏のリズムからホルンの第二のメロディーから盛り上がってE音の連打からF#の連打盛り上がり静かなユーフォニアムとファゴットのメロディーで一気にテンポも遅くなり転調。オーボエのソロユーフォニアムのソロホルンのソロの掛け合いからフルートからクラリネット　トランペットのメロディーでアルトサックスのソロオーボエのソロの掛け合いからテンポも速くなりユーフォニアム・バリトンサックス・バスクラリネット・ファゴットの低音のメロディーからトロンボーンのグリッサンドアレンジのメロディーからフルートのメロディーでホルンのメロディーで最後のユーフォニアムのメロディーで終わる。

## 編成
| 木管 | 木管                 | 金管 | 金管 | 弦・打 | 弦・打 |
| ---- | -------------------- | ---- | ---- | ------ | --- |
| Fl.  | 2, Picc.             | Tp.  | 3    | Cb.    | ● |
| Ob.  | 1                    | Hr.  | 4    | Timp.  | ● |
| Fg.  | 2                    | Tbn. | 3    | 他     | トライアングル, スネアドラム, ボンゴ, スレイベル, バスドラム, トライアングル, タムタム, ウッドブロック, サスペンドシンバル, クラッシュシンバル, ウッドブロック, タムタム, グロッケンシュピール, シロフォン, 脚 |
| Cl.  | 3, E♭, Alto, Bass    | Eup. | ●    | 他     | トライアングル, スネアドラム, ボンゴ, スレイベル, バスドラム, トライアングル, タムタム, ウッドブロック, サスペンドシンバル, クラッシュシンバル, ウッドブロック, タムタム, グロッケンシュピール, シロフォン, 脚 |
| Sax. | Alt. 2 Ten. 1 Bar. 1 | Tub. | ●    | 他     | トライアングル, スネアドラム, ボンゴ, スレイベル, バスドラム, トライアングル, タムタム, ウッドブロック, サスペンドシンバル, クラッシュシンバル, ウッドブロック, タムタム, グロッケンシュピール, シロフォン, 脚 |

ト短調→変イ長調→ト短調